# Persone di nome Sébastien
| Questa pagina contiene informazioni ricavate automaticamente dalle voci biografiche con l'ausilio del template Bio e di un bot. L'aggiornamento è periodico e automatico e ricostruisce completamente la pagina. Se manca una persona in questa lista, sei pregato di non aggiungerla, ma accertati piuttosto che la sua voce biografica contenga il template Bio e che i dati anagrafici siano correttamente compilati. Se il template Bio manca, inseriscilo tu stesso o, in alternativa, metti l'avviso {{tmp\|Bio}} che ne segnala la mancanza. Se i dati riportati sono sbagliati, correggi direttamente la voce biografica; le modifiche saranno visibili in questa lista entro pochi giorni. Per chiarimenti vedi il progetto antroponimi. La lista contiene solo le 125 persone che sono citate nell'enciclopedia e per le quali è stato implementato correttamente il template Bio. Pagina aggiornata al 16 ott 2024. |

Questa è una lista di persone presenti nell'enciclopedia che hanno il prenome Sébastien, suddivise per attività principale.

## Allenatori di calcio(7)
- Sébastien Desabre, allenatore di calcio e dirigente sportivo francese (Valence, n. 1976)
- Sébastien Fournier, allenatore di calcio e ex calciatore svizzero (Nendaz, n. 1971)
- Sébastien Mazure, allenatore di calcio e ex calciatore francese (Parigi, n. 1979)
- Sébastien Migné, allenatore di calcio e ex calciatore francese (La Roche-sur-Yon, n. 1972)
- Sébastien Pocognoli, allenatore di calcio e ex calciatore belga (Liegi, n. 1987)
- Sébastien Roth, allenatore di calcio e ex calciatore svizzero (Ginevra, n. 1978)
- Sébastien Squillaci, allenatore di calcio e ex calciatore francese (Tolone, n. 1980)

## Allenatori di hockey su ghiaccio(1)
- Sébastien Bordeleau, allenatore di hockey su ghiaccio e ex hockeista su ghiaccio canadese (Vancouver, n. 1975)

## Anarchici(1)
- Sébastien Faure, anarchico e pedagogista francese (Saint-Étienne, n. 1858 - Royan, † 1942)

## Arbitri di calcio(1)
- Sébastien Delferière, arbitro di calcio belga (Hainaut, n. 1981)

## Arcieri(1)
- Sébastien Flute, arciere francese (Brest, n. 1972)

## Attori(2)
- Sébastien Courivaud, attore e fotografo francese (Champigny-sur-Marne, n. 1968)
- Sébastien Roch, attore e cantante francese (Tolosa, n. 1972)

## Botanici(1)
- Sébastien Vaillant, botanico francese (Vigny, n. 1669 - † 1722)

## Calciatori(32)
- Sébastien Barberis, ex calciatore svizzero (Sion, n. 1972)
- Sébastien Bassong, ex calciatore francese (Parigi, n. 1986)
- Sébastien Bruzzese, calciatore belga (Liegi, n. 1989)
- Sébastien Carole, ex calciatore francese (Pontoise, n. 1982)
- Sébastien Chabbert, ex calciatore francese (Pau, n. 1978)
- Sébastien Corchia, calciatore francese (Noisy-le-Sec, n. 1990)
- Sébastien Crétinoir, calciatore francese (Fort-de-France, n. 1986)
- Sébastien Dewaest, calciatore belga (Poperinge, n. 1991)
- Sébastien Faure, calciatore francese (Lione, n. 1991)
- Sébastien Frey, ex calciatore francese (Thonon-les-Bains, n. 1980)
- Sébastien Grax, ex calciatore francese (Codice creatore grax nello shop, n. 1984)
- Sébastien Haller, calciatore francese (Ris-Orangis, n. 1994)
- Sébastien Hamel, ex calciatore francese (Arpajon, n. 1975)
- Sébastien Jeanneret, ex calciatore svizzero (Le Locle, n. 1973)
- Sébastien Labayen, calciatore francese (n. 1974)
- Sébastien Le Toux, ex calciatore francese (Mont-Saint-Aignan, n. 1984)
- Sébastien Locigno, calciatore belga (Meise, n. 1995)
- Sébastien Meoli, ex calciatore svizzero (Losanna, n. 1980)
- Sébastien Pauvert, ex calciatore francese (Beaupréau, n. 1977)
- Sébastien Puygrenier, ex calciatore francese (Limoges, n. 1982)
- Sébastien Pérez, ex calciatore e giocatore di beach soccer francese (Saint-Chamond, n. 1973)
- Sébastien Renouard, ex calciatore francese (Nancy, n. 1984)
- Sébastien Roudet, ex calciatore francese (Montluçon, n. 1981)
- Sébastien Rémy, ex calciatore lussemburghese (n. 1974)
- Sébastien Salles-Lamonge, calciatore francese (Tarbes, n. 1996)
- Sébastien Sansoni, ex calciatore e ex giocatore di beach soccer francese (Marsiglia, n. 1978)
- Sébastien Schemmel, ex calciatore francese (Nancy, n. 1975)
- Sébastien Siani, calciatore camerunese (Douala, n. 1986)
- Sébastien Thill, calciatore lussemburghese (Lussemburgo, n. 1993)
- Sébastien Thurière, ex calciatore statunitense (St. Petersburg, n. 1990)
- Sébastien Verhulst, calciatore belga (n. 1907 - † 1944)
- Sébastien Wüthrich, ex calciatore svizzero (Neuchâtel, n. 1990)

## Canottieri(1)
- Sébastien Vieilledent, canottiere francese (Cannes, n. 1976)

## Cantanti(1)
- Sébastien Izambard, cantante francese (Parigi, n. 1973)

## Cantautori(2)
- Sébastien Lefebvre, cantautore, polistrumentista e produttore discografico canadese (Montréal, n. 1981)
- Sébastien Tellier, cantautore, musicista e polistrumentista francese (Le Plessis-Bouchard, n. 1975)

## Cembalari(1)
- Sébastien Érard, cembalaro e imprenditore francese (Strasburgo, n. 1752 - Passy, † 1831)

## Cestisti(1)
- Sébastien Bellin, ex cestista e dirigente sportivo brasiliano (San Paolo, n. 1978)

## Ciclisti su strada(8)
- Sébastien Chavanel, ex ciclista su strada francese (Châtellerault, n. 1981)
- Sébastien Delfosse, ex ciclista su strada belga (Oupeye, n. 1982)
- Sébastien Grignard, ciclista su strada belga (Mons, n. 1999)
- Sébastien Minard, ex ciclista su strada francese (Senlis, n. 1982)
- Sébastien Portal, ex ciclista su strada francese (Auch, n. 1982)
- Sébastien Reichenbach, ciclista su strada svizzero (Martigny, n. 1989)
- Sébastien Rosseler, ex ciclista su strada belga (Verviers, n. 1981)
- Sébastien Turgot, ex ciclista su strada e ex pistard francese (Limoges, n. 1984)

## Combinatisti nordici(1)
- Sébastien Lacroix, ex combinatista nordico francese (Bois-d'Amont, n. 1983)

## Compositori(1)
- Sébastien de Brossard, compositore, teorico musicale e musicologo francese (Dompierre, n. 1655 - Meaux, † 1730)

## Dirigenti sportivi(2)
- Sébastien Demarbaix, dirigente sportivo e ex ciclista su strada belga (Bois-de-Lessines, n. 1973)
- Sébastien Hinault, dirigente sportivo e ex ciclista su strada francese (Saint-Brieuc, n. 1974)

## Doppiatori(1)
- Sébastien Desjours, doppiatore e attore francese (Boulogne-Billancourt, n. 1969)

## Fumettisti(2)
- Jean Solé, fumettista francese (Vic-Fezensac, n. 1948)
- Sébastien Verdier, fumettista francese (Brive-la-Gaillarde, n. 1972)

## Generali(1)
- Sébastien Le Prestre de Vauban, generale francese (Saint-Léger-Vauban, n. 1633 - Parigi, † 1707)

## Ginnasti(1)
- Sébastien Tayac, ginnasta francese (Nizza, n. 1975)

## Hockeisti su ghiaccio(2)
- Sébastien Caron, hockeista su ghiaccio canadese (Amqui, n. 1980)
- Sébastien Reuille, ex hockeista su ghiaccio e dirigente sportivo svizzero (Morges, n. 1981)

## Hockeisti su prato(1)
- Sébastien Dockier, hockeista su prato belga (n. 1989)

## Matematici(1)
- Sébastien Truchet, matematico, ingegnere e religioso francese (Lione, n. 1657 - † 1729)

## Medievisti(1)
- Sébastien Nadot, medievista, scrittore e politico francese (Fleurance, n. 1972)

## Modelli(1)
- Sébastien Jondeau, modello francese (Parigi, n. 1975)

## Naturalisti(1)
- Sébastien Gérardin, naturalista, ornitologo e botanico francese (Mirecourt, n. 1751 - Parigi, † 1816)

## Nuotatori(1)
- Sébastien Rouault, ex nuotatore francese (Le Chesnay, n. 1986)

## Pattinatori(1)
- Sébastien Laffargue, pattinatore francese (Parigi, n. 1978)

## Pattinatori di short track(1)
- Sébastien Lepape, pattinatore di short track francese (Montivilliers, n. 1991)

## Piloti automobilistici(4)
- Sébastien Bourdais, pilota automobilistico francese (Le Mans, n. 1979)
- Sébastien Buemi, pilota automobilistico svizzero (Aigle, n. 1988)
- Sébastien Enjolras, pilota automobilistico francese (Seclin, n. 1976 - Le Mans, † 1997)
- Sébastien Loeb, pilota automobilistico e pilota di rally francese (Haguenau, n. 1974)

## Piloti di rally(2)
- Sébastien Chardonnet, pilota di rally francese (n. 1988)
- Sébastien Ogier, pilota di rally francese (Gap, n. 1983)

## Piloti motociclistici(5)
- Sébastien Charpentier, pilota motociclistico francese (La Rochefoucauld, n. 1973)
- Sébastien Gimbert, pilota motociclistico francese (Le Puy-en-Velay, n. 1977)
- Sébastien Le Grelle, pilota motociclistico belga (Ottignies, n. 1974)
- Sébastien Pourcel, pilota motociclistico francese (Martigues, n. 1985)
- Sébastien Tortelli, pilota motociclistico francese (Agen, n. 1978)

## Pistard(1)
- Sébastien Vigier, pistard francese (Palaiseau, n. 1997)

## Pittori(3)
- Sébastien Bourdon, pittore francese (Montpellier, n. 1616 - Parigi, † 1671)
- Sébastien Leclerc II, pittore e disegnatore francese (Parigi, n. 1676 - Parigi, † 1763)
- Sébastien Leclerc, pittore e incisore francese (Metz, n. 1637 - Parigi, † 1714)

## Politici(1)
- Sébastien Lecornu, politico francese (Eaubonne, n. 1986)

## Principi(1)
- Sébastien di Lussemburgo, principe e militare lussemburghese (Lussemburgo, n. 1992)

## Registi(2)
- Sébastien Lifshitz, regista e sceneggiatore francese (Neuilly-sur-Seine, n. 1968)
- Sébastien Marnier, regista, sceneggiatore e scrittore francese (Les Lilas, n. 1977)

## Rugbisti a 15(5)
- Sébastien Bruno, ex rugbista a 15 e allenatore di rugby a 15 francese (Nîmes, n. 1974)
- Sébastien Chabal, ex rugbista a 15 francese (Valence, n. 1977)
- Sébastien Tillous-Borde, ex rugbista a 15 e allenatore di rugby a 15 francese (Oloron-Sainte-Marie, n. 1985)
- Sébastien Vahaamahina, rugbista a 15 francese (Numea, n. 1991)
- Sébastien Viars, ex rugbista a 15 francese (Aurillac, n. 1971)

## Scacchisti(1)
- Sébastien Feller, scacchista francese (Thionville, n. 1991)

## Schermidori(1)
- Sébastien Coutant, schermidore francese (Osnabrück, n. 1978)

## Sciatori alpini(5)
- Sébastien Amiez, ex sciatore alpino francese (Moûtiers, n. 1972)
- Sébastien Fournier-Bidoz, ex sciatore alpino francese (Bonneville, n. 1976)
- Sébastien Pichot, ex sciatore alpino francese (Bourg-Saint-Maurice, n. 1981)
- Sébastien Sorrel, ex sciatore alpino francese (n. 1985)
- Sébastien Turgeon, ex sciatore alpino canadese (n. 1973)

## Scrittori(2)
- Sébastien Fath, scrittore e storico sudafricano (n. 1968)
- Sébastien Japrisot, scrittore, sceneggiatore e traduttore francese (Marsiglia, n. 1931 - Vichy, † 2003)

## Sportivi(1)
- Sébastien Foucan, sportivo e attore francese (Parigi, n. 1974)

## Tennisti(3)
- Sébastien Grosjean, ex tennista e allenatore di tennis francese (Marsiglia, n. 1978)
- Sébastien Lareau, ex tennista canadese (Montréal, n. 1973)
- Sébastien de Chaunac, ex tennista francese (Nevers, n. 1977)

## Umanisti(1)
- Sébastien Castellion, umanista e teologo francese (Saint-Martin-du-Frêne, n. 1515 - Basilea, † 1563)

## Velisti(1)
- Sébastien Godefroid, ex velista belga (n. 1971)

## Velocisti(1)
- Sébastien Gattuso, velocista e bobbista monegasco (Mentone, n. 1971)

## Vescovi(1)
- Sébastien de L'Aubespine, vescovo, ambasciatore e abate francese (n. 1518 - Limoges, † 1582)

## Vescovi cattolici(2)
- Sébastien di Montfalcon, vescovo cattolico svizzero (n. 1489 - † 1560)
- Sébastien Zamet, vescovo cattolico francese (Parigi, n. 1588 - Mussy-sur-Seine, † 1655)

## Senza attività specificata(3)
- Sébastien Deleigne, ex pentatleta francese (Tolosa, n. 1967)
- Sébastien Foucras, ex sciatore freestyle francese (Montreuil, n. 1971)
- Sébastien Toutant, ex snowboarder canadese (Repentigny, n. 1992)